# Esmon Saimon
Esmon Saimon né le 28 octobre 1955 à Malekula, est un homme d'État vanuatais, ministre de la Justice et des Services communautaires d'avril 2020 à novembre 2022. 
Il est président de la république de Vanuatu par intérim à du 17 juin au 6 juillet 2017, à la suite de la mort du président Baldwin Lonsdale. Il est président du Parlement vanuatais de 2016 à 2019.

## Biographie
Il a d'abord exercé les fonctions de secrétaire de la South West Bay Cooperative Society de 1978 à 1982, avant de se lancer dans le commerce privé (de détail et la pêche) jusqu'en 1998.
Il a exercé ses fonctions à l'Assemblée de la province de Malampa de 1992 à 1996, puis a été élu membre du Parlement national de Malekula lors des élections générales de décembre 1998. Il est actuellement[Quand ?] membre du Parti progressiste mélanésien.
Il a été nommé ministre des coopératives et Ni-Vanuatu Business Development (développement des entreprises autochtones) du Premier ministre Sato Kilman au cabinet le 18 février 2010. Kilman a tenté de consolider la majorité de son gouvernement avant un vote prévu sur une motion de confiance au Parlement. Il a perdu ses fonctions le 24 avril lorsque le gouvernement Kilman a été renversé par une motion de censure. Il l'a retrouvé le 13 mai lorsque la Cour d'appel a déclaré l'élection du nouveau gouvernement inconstitutionnelle et l'a de nouveau perdue en mai quand Kilman a remanié son gouvernement et l'a remplacé par Don Ken.
Le gouvernement de Kilman est tombé le 21 mars 2013 après avoir perdu la confiance du Parlement. Le nouveau Premier ministre Moana Carcasses Kalosil a nommé Sae au poste de ministre des Infrastructures et des Services publics deux jours plus tard. Il a changé de camp le 15 mai 2014 pour aider à faire tomber le gouvernement Carcasses. Le nouveau Premier ministre, Joe Natuman, a maintenu Saimon à son poste de ministre des Infrastructures. Il a perdu ses fonctions le 11 juin 2015 lorsque le gouvernement Natuman a été renversé par une motion de censure. 
Le 11 février 2016, il a été élu président du Parlement de Vanuatu. Réélu député en mars 2020, il est le doyen du Parlement, y ayant siégé sans discontinuer depuis 1998. Réélu encore aux élections anticipées de 2022, il est finalement battu dans sa circonscription de Malekula lors de celles de 2025.